# Ljiljci
Ljiljci (Sphingidae) porodica su velikih noćnih leptira snažna tijela. Prednja krila su im dugačka i uska, stražnja kratka. Živih su boja. U sumraku oblijeću oko cvijeća na koje ne sjedaju nego u letu pružaju na njega dugačko sisalo. Ticala su im debela.
Gusjenice su obično gole i obično imaju roščić na osmom kolutiću zadka. Zakukulje se u zemlji.
Najpoznatije su vrste: hrvatska golupka (Macroglossa croatica), hrastov ljiljak (Marumba quercus), Veliki ljiljak vinove loze (Deilephila elpenor), mlječerov ljiljak (Deilephila euphorbiae), mrtvačka glava (Acherontia atropos), oleandrov ljiljak (Daphinis nerii), slakov ljiljak (Herse convolvuli), topolin ljiljak (Laothoe populi), večernje paunče  (Smerinthus ocellata). Obična golupka (Macroglossa stellatarum) je dnevni leptir.